# 杜仓
杜仓（?—?），中国战国时期秦国的相国。《史记》没有提到他，《韩非子·存韩篇》记载他的事迹。说他在作为秦国相国时，起兵报五国联军攻秦之仇，而打楚国。按时间推断，应是吕不韦之后的相国。